# Vanessa Lee Evigan
Vanessa Lee Evigan (* 18. März 1981 in Burbank, Kalifornien) ist eine US-amerikanische Schauspielerin.

## Leben
Vanessa Lee Evigan ist eine Tochter der Schauspieler Greg Evigan und Pam Serpe. Sie debütierte im Jahr 1993 in der Fernsehserie Against the Grain. Für ihren Gastauftritt in der Fernsehshow Jack's Place wurde sie für den Young Artist Award nominiert.
Im Familienfilm Mel (1998) spielte Evigan an der Seite ihres Vaters Greg Evigan sowie von Ernest Borgnine und Julie Hagerty. An der Seite ihres Vaters spielte sie auch im Filmdrama Erdbeben in New York (1998). Im Thriller Time of Fear (2002) spielte sie eine größere Rolle neben Nick Mancuso. Ihre Stimme war neben den Stimmen von Samuel L. Jackson, Jason Alexander, Christina Applegate, James Belushi und Damon Wayans in der Komödie Farce of the Penguins zu hören.
Ihre jüngere Schwester Briana Evigan ist ebenfalls Schauspielerin.

## Filmografie (Auswahl)
- 1998: Mel
- 1998: Erdbeben in New York (Earthquake in New York)
- 1999–2000: Schatten der Leidenschaft (The Young and the Restless, Fernsehserie)
- 2000: Hoffnungslos verliebt (Whatever It Takes)
- 2002: Time of Fear
- 2002: Das sexte Semester (Sorority Boys)
- 2003: Net Games
- 2005: How I Met Your Mother (Fernsehserie)
- 2006: Farce of the Penguins (nur Stimme)
- 2008: Die Reise zum Mittelpunkt der Erde 2 (Journey to the Center of the Earth)
- 2010: Weihnachtspost (Christmas Mail)
- 2011: Sand Sharks
- 2012: Zombie Hamlet
- 2012: A Christmas Wedding Date (Fernsehfilm)
- 2014: Blood Ransom
- 2015: Only God Can
- 2015: The Morning After
- 2016: Kidnapping Lizzie: Nightmare Visions (I Know Where Lizzie Is, Fernsehfilm)
- 2017: Smartass
- 2017: Born and Missing (Fernsehfilm)
- 2018: Unser größter Weihnachtswunsch (Every Other Holiday, Fernsehfilm)